# 1919
1919 (MCMXIX) a fost un an obișnuit al calendarului gregorian, care a început într-o zi de miercuri.

## Evenimente

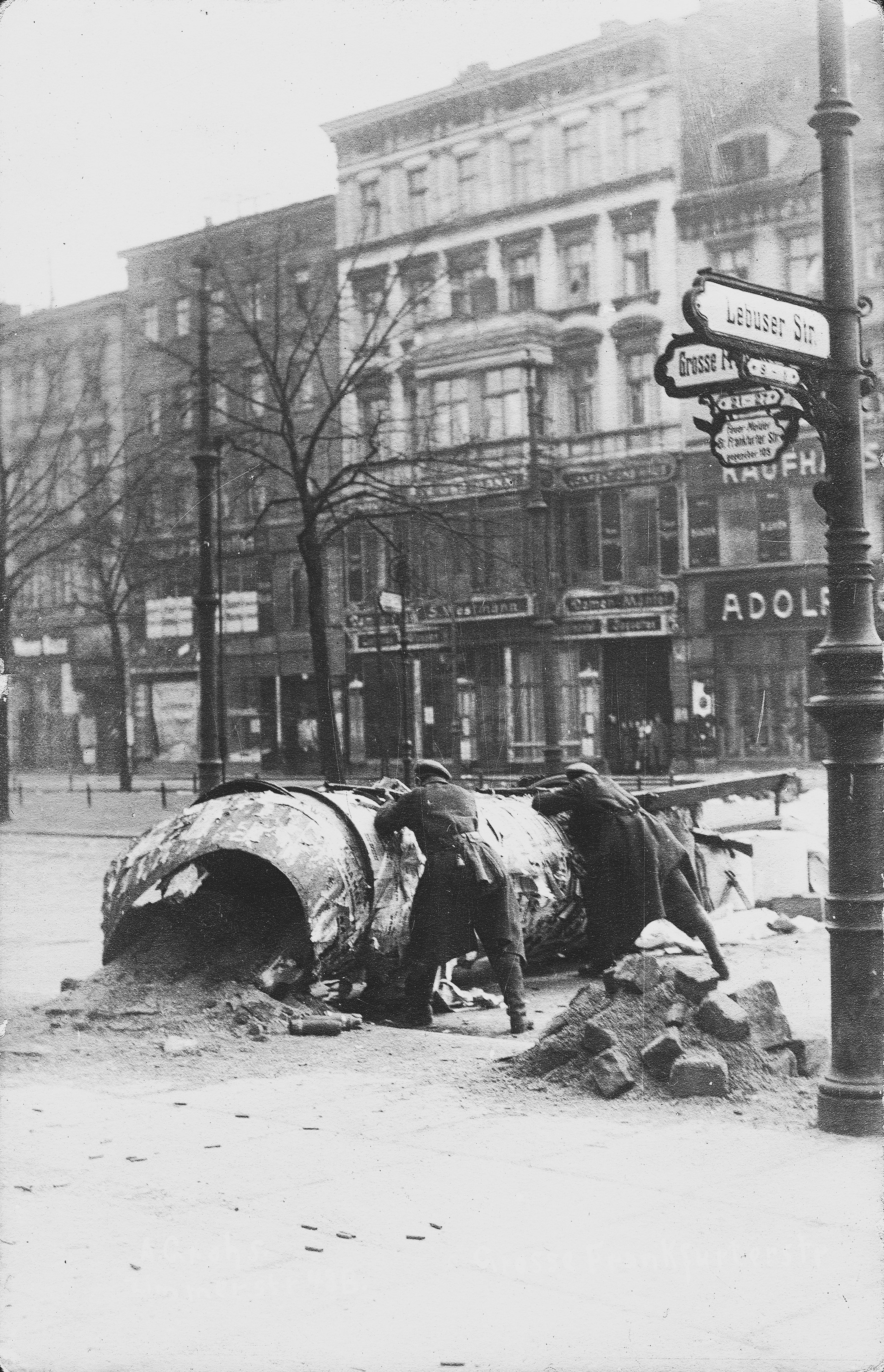
5-12 ianuarie: Baricadă la Berlin în timpul Revoluției germane.

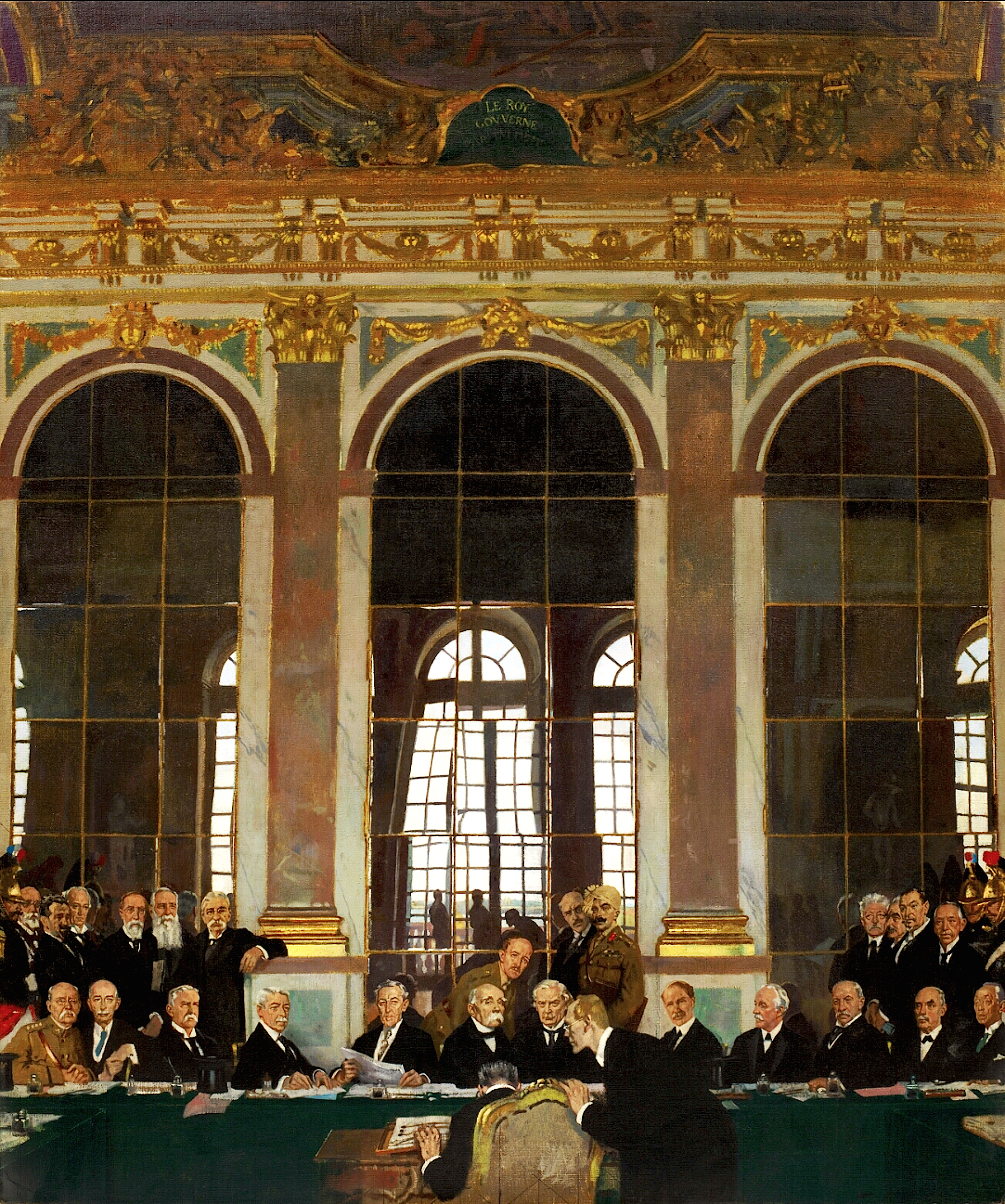
28 iunie: A fost semnat, în Franța, Tratatul de la Versailles, act ce a dus la încheierea Primului Război Mondial.

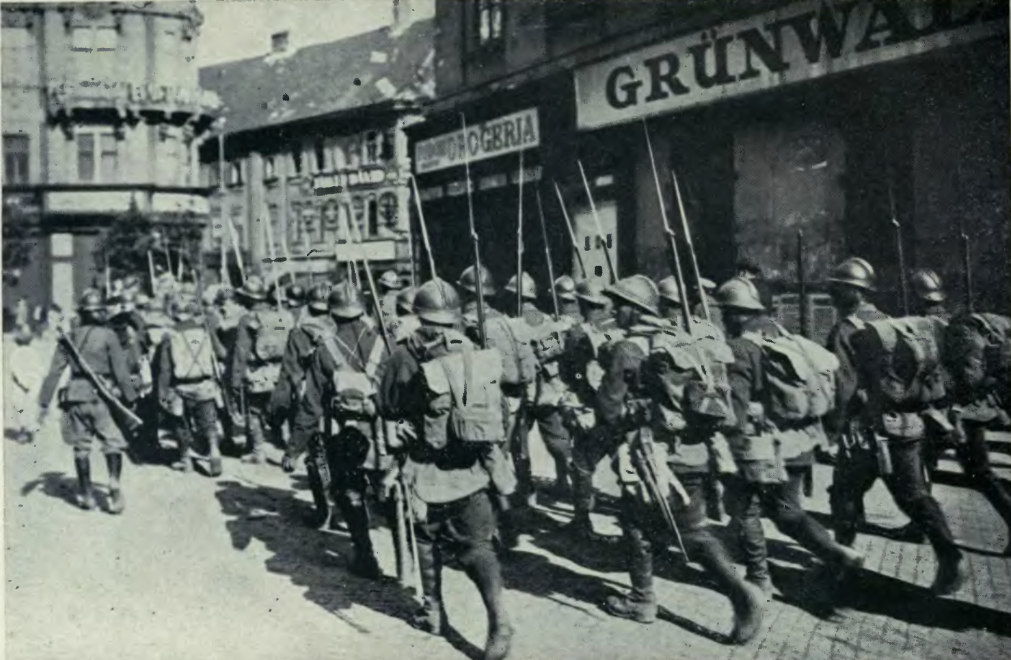
4 august: Trupele române intră în Budapesta.

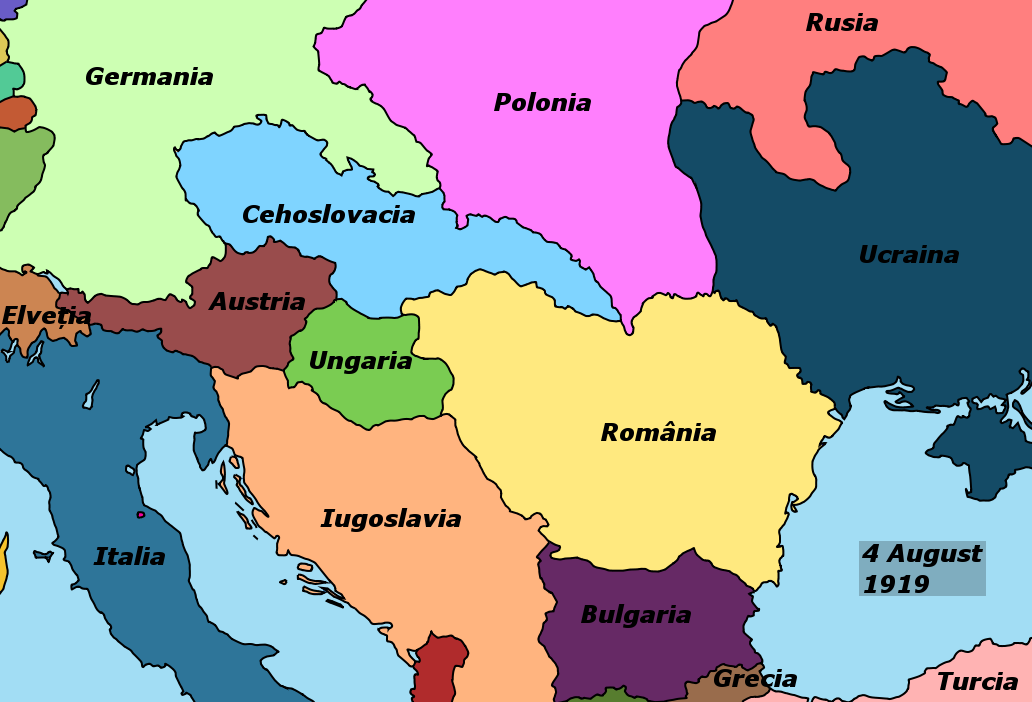
Harta Europei la 4 august 1919.

### Ianuarie 5
- 5 ianuarie: Crearea Partidului Muncitoresc Național–Socialist German (N.S.D.A.P) – partidul nazist.
- 18 ianuarie: La Paris, la Palatul Versailles, se deschid lucrările Conferinței de Pace.
- 18 ianuarie: A fost fondată compania Bentley Motors.

### Februarie
- 3 februarie: Trupele sovietice ocupă Ucraina.
- 8 februarie: Primul zbor comercial aerian Paris – Londra.
- 11 februarie: Friedrich Ebert este ales de către Adunarea Națională, primul președinte al Republicii de la Weimar și rămâne în această funcție până în 1925.
- 14 februarie: Începe Războiul polono-sovietic, terminat în 1921 cu victoria polonezilor.

### Martie 2
- 2 martie: Prima Internațională Comunistă are loc la Moscova.
- 6 martie: Ungariei i se înmânează hotărârea Consiliului Militar interaliat de la Paris (Nota Vyx) privind obligativitatea retragerii trupelor maghiare din Transilvania.
- 19 martie: La Universitatea din București, în cadrul măsurilor de pedepsire a celor care au pactizat cu germanii, se instituie o "comisie de cercetare" a profesorilor universitari. Sunt incriminați mai mulți universitari care s-au comportat servil în timpul ocupației germane, unii au fost îndepărtați din învățământ, altora li s-a interzis temporar să țină cursuri.
- 21 martie: În Ungaria are loc o revoluție care răstoarnă guvernul Mihály Károlyi, proclamându-se Republica Sovietică Ungaria condusă de Béla Kun.
- 23 martie: A fost fondat "Fasci di Combattimento" (partidul fascist italian) de către Benito Mussolini (Il Duce).

### Aprilie1
- 1 aprilie: România adoptă calendarul gregorian. Ziua de 1 aprilie (stil vechi) devine 14 aprilie (stil nou).
- 11/24 aprilie: A fost creată Organizația Internațională a Muncii, cu sediul la Geneva. România este membru fondator.
- 19 aprilie: A apărut, la București, revista literară Sburătorul, condusă de Eugen Lovinescu.

### Mai 1
- 1 mai: Guvernele sovietic și ucrainean au adresat guvernului român două ultimatumuri prin care îi cereau să părăsească în 24 de ore Basarabia și Bucovina.
- 4 mai: În China s-a declanșat "Mișcarea 4 Mai", antifeudală și antiimperialistă. Ziua Tineretului Chinez.
- 5 mai: A fost creată, la Geneva, Liga Societăților de Cruce Roșie (LORCS), ca organ de legătură permanentă între societățile naționale de Cruce Roșie.
- 15 mai: Începe războiul greco-turc prin debarcarea de trupe grecești la Izmir, în Anatolia.
- 25 mai: Vulcanul Kelut erupe în insula Java. Au decedat 16.000 de persoane.

### Iunie 28
- 28 iunie: A fost semnat Tratatul de la Versailles (Franța), act ce a dus la încheierea Primului Război Mondial. Germania își pierde toate coloniile; Alsacia și Lorena revin Franței, Eupen și Malmedy Belgiei și Poznania și Prusia Orientală Poloniei. Polonia este recunoscută ca stat independent, Germania este obligată să desființeze serviciul militar obligatoriu, să limiteze forțele armate la 100.000 de militari și să plătească despăgubirile de război care vor fi stabilite.

### Iulie 20 și 28
- 20 iulie: Are loc atacul trupelor maghiare asupra armatei române. Armata română trece Tisa și pătrunde pe teritoriul ungar.
- 28 iulie: Se instaurează administrația română la Timișoara. Banatul este împărțit între România (2/3) și Serbia (1/3).

### August
- 1 august: Principele Carol, comandantul regimentului de vânători de munte, a cerut autorizația să se căsătorească cu Ioana Zizi Lambrino. În aceeași zi, îi adresează o scrisoare Regelui Ferdinand prin care renunță pentru a doua oară la calitatea de Principe moștenitor al Coroanei României pentru sine și pentru descendenții săi.
- 3 august: Armata română intră în Timișoara.
- 4 august: Armata română a intrat victorioasă în Budapesta. Sfârșitul regimului comunist instaurat de Béla Kun la 21 martie 1919 în Ungaria.
- 19 august: Afghanistan își câștigă independența față de Marea Britanie.
- 31 august: Este constituit Partidul Comunist American.

### Septembrie
- 4 septembrie: Înființarea, la București, a Societății Opera - artiștii asociați; la 22 septembrie același an va lua numele de Societatea lirică română Opera (nucleul Operei Române de mai târziu).
- 10 septembrie: Puterile aliate semnează, la Saint-Germain-en-Laye (Franța), Tratatul de pace cu Austria. Prin acest tratat se recunoștea, pe plan internațional, unirea Bucovinei cu România.
- 12 septembrie: Guvernul I. Brătianu demisionează motivat de faptul că la Consiliul Suprem de la Conferința Păcii s-a nesocotit Tratatul de alianță din 1916 și a impus României condiții incompatibile cu demnitatea și interesele sale economice și politice. Va urma un guvern de generali condus de generalul Arthur Văitoianu.
- 12 septembrie: Decret-lege privind înființarea Universității Regele Ferdinand din Cluj. Primul rector a fost Sextil Pușcariu. Universitatea maghiară din Cluj s-a refugiat la Szeged.

### Noiembrie
- 27 noiembrie: Tratatul de la Neuilly-sur-Seine. României i se recunoaște granița din 1913.
- 28 noiembrie: România semnează la Washington, D.C. o serie de acorduri internaționale cu privire la stabilirea zilei de lucru de 8 ore și a săptămânii de lucru de 48 de ore în stabilimentele industriale, vârsta minima de admitere a copiilor în muncile industriale, lucrul de noapte al femeilor și copiilor, munca femeilor înainte și după naștere.
- 28 noiembrie: Guvernul Văitoianu își prezintă demisia.
- 28 noiembrie: Lady Nancy Astor devine prima femeie aleasă în Parlamentul britanic.

### Decembrie
- 1 decembrie: Este învestit primul guvern de coaliție din istoria interbelică a României, condus de Alexandru Vaida-Voievod (1 decembrie 1919 - 13 decembrie 1920).
- 10 decembrie: România semnează Tratatele de pace cu Austria și Bulgaria, după încheierea Primului Război Mondial.
- 23 decembrie: Un cutremur în Mexic a făcut peste 7.000 de victime.

### Nedatate
- 1919-1921: Insurecțiile din Silezia.
- 1919-1932: Perioada prohibiției în SUA.
- 1919-1933: Bauhaus. Școală germană avangardistă și influentă de arhitectură și arte aplicate, fondată de Walter Gropius în Weimar, Germania.
- 1919-1933: Republica de la Weimar. Guvernare a Germaniei. În 1933, Adolf Hitler preia puterea și devine cancelar.
- 1919-1943: Comintern (Internaționala III). Asociație a partidelor comuniste naționale fondată de V. I. Lenin, desființată de Stalin.
- (1919) Se creează echipa de fotbal Jiu Petroșani
- 1919-1992: United Artists Corp., studio american de film, înființat de Charlie Chaplin, Mary Pickford, Douglas Fairbanks și David Wark Griffith.
- 1919-2011: Armata Republicană Irlandeză (IRA), organizație paramilitară.
- Academia Română organizează festivități comemorative cu ocazia împlinirii a 18 secole de la moartea împăratului Traian.
- Al treilea război anglo-afgan încheiat cu Tratatul de la Rawalpindi.
- Cămășile negre (Camicie Nere). Brigăzi armate de fasciști italieni, conduse de Benito Mussolini.
- Olanda inițiază un program complex de creștere a suprafeței țării prin înființarea de poldere.
- RCA Corporation. Este fondată firma americană de electronică și comunicații (Radio Corporation of America). Din 1986 este firmă membră a GE (General Electric).

## Nașteri

### Ianuarie
- 1 ianuarie: J. D. Salinger (Jerome David Salinger), autor american (d. 2010)
- 13 ianuarie: Robert Stack, actor american de film (d. 2003)
- 14 ianuarie: Giulio Andreotti,  politician italian, prim-ministru al Italiei (1972-1973, 1976-1979, 1983-1989), (d. 2013)

### Februarie
- 5 februarie: Andreas Georgiou Papandreu, prim-ministru grec (1981-1989 și 1993-1996), (d. 1996)
- 18 februarie: Jack Palance (n. Volodymyr Jack Palahniuk), actor american de film și TV (d. 2006)
- 26 februarie: Constant Tonegaru, poet român de orientare suprarealistă (d. 1952)

### Martie
- 3 martie: Peter Henry Abrahams Deras, scriitor sud-african (d. 2017)
- 14 martie: Alexandru Paleologu, scriitor, diplomat, om politic român (d. 2005)
- 17 martie: Nat King Cole (n. Nathaniel Adams Coles), cântăreț american (d. 1965)

### Aprilie
- 23 aprilie: Osman Nuhu Sharubutu, muftiu din Ghana
- 29 aprilie: Gérard Oury (n. Max-Gérard Houry Tannenbaum), actor de film, francez de etnie evreiască (d. 2006)

### Mai
- 8 mai: Lex Barker (n. Alexander Crichlow Barker Jr.), actor american (d. 1973)
- 16 mai: Liberace (Wladziu Valentino Liberace), pianist și cântăreț american (d. 1987)

### Iunie
- 28 iunie: Ion Desideriu Sârbu, romancier român, eseist, filosof, profesor de filosofie, autor de literatură de sertar (d. 1989)

### Iulie
- 2 iulie: Ștefan Fay, scriitor român (d. 2009)
- 10 iulie: Pierre Gamarra, scriitor francez (d. 2009)
- 14 iulie: Lino Ventura (Angiolino Giuseppe Pasquale Ventura), actor francez de film (d. 1987)
- 15 iulie: Iris Murdoch, scriitoare și filosoafă irlandeză (d. 1999)
- 20 iulie: Edmund Hillary, alpinist și explorator neozeelandez (d. 2008)
- 31 iulie: Primo Levi, scriitor și chimist italian (d. 1987)

### August
- 2 august: Nehemiah Persoff, actor israelian și american de film (d. 2022)

### Septembrie
- 5 septembrie: Rudolf de Habsburg-Lorena, fiul împăratului Carol I al Austriei (d. 2010)
- 26 septembrie: Matilde Camus (Aurora Matilde Gómez Camus), scriitoare franceză (d. 2012)

### Octombrie
- 15 octombrie: Sándor Asztalos, scriitor, poet, muzicolog și critic muzical maghiar (d. 1970)
- 18 octombrie: Pierre Eliott Trudeau, prim-ministru al Canadei (1968-1979), (d. 2000)
- 26 octombrie: Mohammad Reza Pahlavi, ultimul monarh (padișah) al Iranului (1941-1979), (d. 1980)

### Decembrie
- 10 decembrie: Sile Dinicu (Vasile Dinicu), compozitor, dirijor și pianist român (d. 1993)
- 17 decembrie: Es'kia Mphahlele, scriitor sudafrican (d. 2008)

## Decese

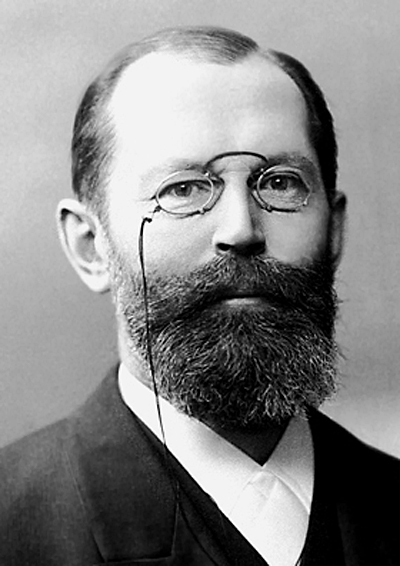
15 iulie: Hermann Emil Fischer, chimist german, laureat Nobel

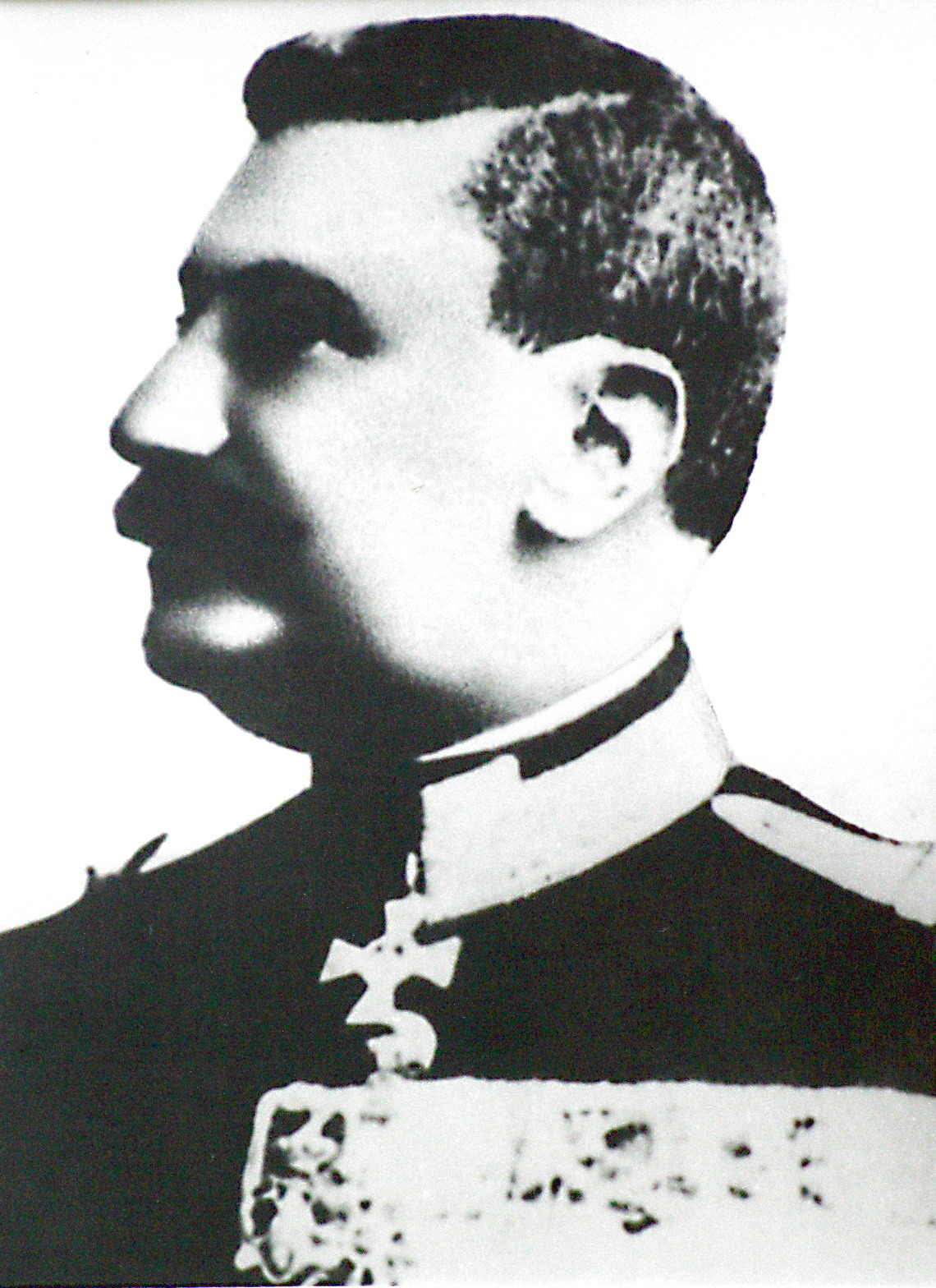
21 iulie: Generalul Eremia Grigorescu

- 6 ianuarie: Theodore Roosevelt, Jr., 60 ani, al 26-lea președinte al SUA (1901-1909), laureat al Premiului Nobel (1906), (n. 1858)
- 15 ianuarie: Rosa Luxemburg (Rozalia Luksenburg), 47 ani, teoreticiană marxistă polonezo-germană (n. 1871)
- 18 ianuarie: Arhiducele Ludwig Viktor de Austria (n. Ludwig Viktor Joseph Anton), 76 ani (n. 1842)
- 22 ianuarie: Carl Larsson, 65 ani, pictor suedez (n. 1853)
- 27 ianuarie: Endre Ady, 41 ani, poet maghiar (n. 1877)
- 28 ianuarie: Marele Duce Paul Alexandrovici al Rusiei, 58 ani (n. 1860)
- 28 ianuarie: Marele Duce Dmitri Constantinovici al Rusiei, 58 ani (n. 1860)
- 28 ianuarie: Marele Duce George Mihailovici al Rusiei, 55 ani (n. 1863)
- 28 ianuarie: Marele Duce Nicolai Mihailovici al Rusiei, 59 ani (n. 1859)
- 3 februarie: Maria Theresa de Austria-Este (n. Maria Theresa Henriette Dorothee), 69 ani, regină a Bavariei (n. 1849)
- 21 februarie: Prințul Karl Anton de Hohenzollern (n. Karl Anton Friedrich Wilhelm Ludwig), 50 ani, fratele Regelui Ferdinand I al României (n. 1868)
- 4 aprilie: William Crookes, 86 ani, chimist și fizician englez  (n. 1832)
- 10 aprilie: Emiliano Zapata (Emiliano Zapata Salazar El Caudillo del Sur), 39 ani, unul din conducătorii revoluției mexicane (n. 1879)
- 23 aprilie: Prințesa Marie Isabelle d'Orléans (n. Maria Isabel Francisca de Asis Antonia Luisa Fernanda Cristina Amelia Felipa Adelaide Josefa Elena Enriqueta Carolina Justina R de Orléans y Borbón), 70 ani, contesă de Paris (n. 1848)
- 4 mai: Milan Rastislav Štefánik, 38 ani, astronom, politician și general slovac (n. 1880)
- 15 iunie: Prințul Francisco José de Braganza, 39 ani (n. 1879)
- 19 iunie: Petre P. Carp, 82 ani, politician, prim-ministru (1900-1901, 1911-1912), critic literar și traducător român (n. 1837)
- 30 iunie: John William Strutt Rayleigh, 76 ani, fizician englez, laureat al Premiului Nobel (1904), (n. 1842)
- 15 iulie: Hermann Emil Fischer, 66 ani, chimist german, laureat al Premiului Nobel (1902), (n. 1852)
- 21 iulie: Eremia Grigorescu (n. Eremia-Teofil Grigorescu), 55 ani, general de artilerie, comandantul trupelor române în bătălia de la Mărășești, ministru de război (n. 1863)
- 9 august: Ruggiero Leoncavallo, 62 ani, compozitor italian (n. 1857)
- 24 august: Friedrich Naumann,  59 ani, politician german, publicist și teoretician al liberalismului (n. 1860)
- 12 septembrie: Leonid Andreev, 48 ani, scriitor rus (n. 1871)
- 22 septembrie: Alexandru A. Suțu,  82 ani, pionier al psihiatriei române (n. 1837)
- 1 octombrie: Charlotte, Ducesă de Saxa-Meiningen (n. Viktoria Elisabeth Auguste Charlotte), 59 ani (n. 1860)
- 13 octombrie: Karl Gjellerup (n. Karl Adolph Gjellerup), 62 ani, scriitor danez, laureat al Premiului Nobel (1917), (n. 1857)
- 14 octombrie: Georg Wilhelm von Siemens, 64 ani, industriaș german în domeniul telecomunicațiilor (n. 1855)
- 19 noiembrie: Alexandru Vlahuță, 61 ani, scriitor român (n. 1858)
- 3 decembrie: Pierre-Auguste Renoir, 78 ani, pictor francez (n. 1841)

## Premii Nobel
- Fizică: Johannes Stark (Germania)
- Medicină: Jules Bordet (Belgia)
- Literatură: Carl Friedrich Georg Spitteler (Elveția)
- Pace: Thomas Woodrow Wilson (SUA)